# Zostera marina
Zostera marina és una fanerògama marina, una espècie de planta aquàtica pertanyent a la família Zosteraceae.

## Descripció
És una herba que ateny una grandària de fins a 150 cm de llargària, arrelant en els nusos. Amb un rizoma de 2,3-4 mm de diàmetre amb braquiblasts en els nusos i macroblasts en posició terminal; nusos amb 1-2 fascicles d'arrels. Braquiblasts en l'axil·la d'una fulla del rizoma, amb 3-8 fulles; macroblasts florífers fins de 150 cm, aplanats, molt ramificats, amb nombrosos pròfils, fulles i inflorescències; pròfils tubulars, membranacis, translúcids, sense llimbs, molt més petits que les fulles. Fulles de 25-75(120) cm; beina 60-140 mm, una mica més ampla que els llimbs, de marges soldats, ± membranàcia, sense aurícules o amb dues petites aurícules fins d'1 mm i agudes en l'àpex; lígula fins de 0,5 mm d'amplària, dreta, coriàcia; llimbs 42-70(120) x (3)4-8(10) mm, linear, generalment arrodonit en l'àpex, rares vegades truncat o alguna cosa emarginat, sencer, pla, amb (3)4-6(11) nervis paral·lels interconnectats per nervis secundaris transversals, el central prolongat fins a l'àpex, els laterals anastomosats per sota de l'àpex. Inflorescències pedunculades; peduncle pla, coalescent amb la tija en la meitat inferior o gairebé fins a l'àpex. Espata semblant a les fulles però de marges lliures gairebé fins a la base; beina 40-60 mm, biauriculada en l'àpex; aurícules 1,8 x 2 mm, arrodonides en l'àpex; llimbs 50-200 mm, més estret que les fulles vegetatives. Espàdix 40-50 x 3-3,2 mm, pla, obtús en l'àpex, agut en la base, amb 9-15(20) flors. Flors hermafrodites, sense retinacle. Anteres 4-5,5 x 0,6-1 mm, fusiformes. Ovari 2-4 mm, ± cònic; estil 1,5-2,5 mm; braços estigmàtics 1-2,5 mm. Aqueni 2,5-4 x 2-3 mm, el·lipsoideu o ovoideu. Llavors 3-3,8 x 2-2,9 mm, el·lipsoidees o ovoidees, amb 16-25 costelles longitudinals, osbcures.

## Distribució i hàbitat
N'hi ha en estuaris, marenys i fons marins fins de 20 m de profunditat. Al'Hemisferi Nord, entre 36° i 60° latitud nord; a Europa viu del sud de la península Ibèrica fins al cercle Polar Àrtic i al Nord d'Àfrica solament a Algèria. En la península ibèrica és molt freqüent en les costes de la Mar Cantàbrica i Oceà Atlàntic i més estranya a la Mediterrània.

## Taxonomia
Zostera marina va ser descrita per Carl von Linné i publicat en Species Plantarum 2: 968, l'any 1753.
Etimologia

Zostera: nom genèric que deriva de les paraules gregues: zoster, que significa "una faixa", referint-se a les fulles en forma de veta.
marina: epítet llatí que significa "de la mar".
Citologia

Nombre de cromosomes de Zostera marina (Fam. Zosteraceae) i tàxons infraespecífics: 2n = 12.
Sinonímia

- Alga marina (L.) Lam.
- Zostera latifolia (Morong) Morong
- Zostera marina var. atam T.W.H.Backman
- Zostera marina var. izembekensis T.W.H.Backman
- Zostera marina var. latifolia Morong
- Zostera marina f. latifolia (Morong) Setch.
- Zostera marina var. phillipsii T.W.H.Backman
- Zostera marina var. stenophylla (Raf.) Asch. & Graebn.
- Zostera marina f. sulcatifolia Setch.
- Zostera maritima Gaertn.
- Zostera oregana S.Watson
- Zostera pacifica S.Watson
- Zostera stenophylla Raf.[4]
- Zostera trinervis Stokes[5]

## Noms comuns
- Castellà: alga, alga marina, herba de mar, herba de vidriers, cebes de mar.